# HMS Beagle (H30)
HMS Beagle là một tàu khu trục thuộc lớp B được Hải quân Hoàng gia Anh Quốc chế tạo vào năm 1930. Nó đã hoạt động trong suốt Chiến tranh Thế giới thứ hai, tham gia chiến dịch Na Uy, trận Đại Tây Dương, chiến dịch Bắc Phi, hộ tống các đoàn tàu vận tải Bắc Cực cũng như tham gia cuộc Đổ bộ Normandy. Beagle được cho ngừng hoạt động và tháo dỡ vào năm 1945.

## Chế tạo
Beagle được đặt hàng vào đầu năm 1929 tại xưởng tàu của hãng John Brown & Company ở Clydebank, Glasgow, trong khuôn khổ Chương trình Chế tạo Hải quân 1928, cùng với con tàu chị em Basilisk. Nó được đặt lườn vào ngày 11 tháng 10 năm 1929, hạ thủy vào ngày 26 tháng 9 năm 1930 như là chiếc tàu chiến thứ bảy của Hải quân Hoàng gia mang cái tên này, và hoàn tất vào ngày 9 tháng 4 năm 1931 với chi phí 220.342 Bảng Anh, không tính đến các thiết bị do Bộ Hải quân Anh cung cấp như pháo, đạn dược và thiết bị liên lạc.

## Lịch sử hoạt động
Beagle từng tham gia chiến dịch Na Uy (1940), trận Đại Tây Dương (1940-1945), chiến dịch Bắc Phi (1942), hộ tống các đoàn tàu vận tải tại Bắc Cực (1942-1944) và eo biển Anh Quốc (1943) cũng như tham gia cuộc Đổ bộ Normandy (1944). Nó nổi bật nhất trong việc giải phóng quần đảo Channel vào tháng 5 năm 1945.